# Lui et moi (film, 1930)
Pour les articles homonymes, voir Lui et moi.
Lui et moi (titre original : Er oder ich) est un film allemand réalisé par Harry Piel, sorti en 1930.

## Fiche technique
- Titre français : Lui et moi
- Titre original : Er oder ich
- Réalisation : Harry Piel
- Scénario : Hans Rameau
- Directeur de la photographie : Ewald Daub
- Montage : Andrew Marton
- Décorateur : Robert Neppach
- Maquillage : Arnold Jenssen
- Musique : Fritz Byjacco
- Son : Andrew Marton, Charles Métain, Erwin Scharf
- Pays de production : Allemagne  République de Weimar
- Société de production : Ariel-Film
- Producteur : Harry Piel
- Durée : 77 minutes
- Format : Noir et blanc - 1,20:1 - Mono
- Date de sortie : 
  - Allemagne : 27 novembre 1930

## Distribution
- Harry Piel : Carlo Moreno / l'imposteur / Egon / Prinz von Valona
- Valerie Boothby : Yvette Baradow - Dame auf Reisen
- Hans Junkermann : Baron von Hohenberg
- Eduard von Winterstein : R.A. Wilken
- Olivia Fried : Eveline
- Hermann Vallentin : le commissaire
- Maria Forescu : l'hôtesse
- Charly Berger
- Hugo Döblin : le reporter
- Ernst Morgan : le photographe de presse
- Paul Rehkopf
- Hans Wallner
- Willy Kaiser-Heyl
- Gustav Püttjer